# Gluhi Do (pleme)
Gluhi Do (Gluhodoljani), crnogorsko pleme iz Crmničke nahije čija plemenska oblast graniči na sjeverozapadu s Brčelima, od Bjelolasice do Krnjka, na zapadu i jugozapadu s Paštrovićima, od Krnjka pa sve do Velje Vrsute, te sa Sotonićima na Rajkovića Mostu. Ime plemena dan je po zemljopisnom karakteru njihove oblasti, koji je s tri svoje strane, zapadne, južne i istočne, okružen visokim planinama od blizu ili preko 1000 metara visine, što daje oblik lijevka.
Gluhodoljani imaju veoma razgranata bratstva, a o njihovoj jačini svjedoči i podatak da su početkom 17. stoljeća od Paštrovića uspjeli preotet cijelu planinu Sozinu. Kroz ovu planinu na cesti Podgorica-Bar prokopan je tunel dug 4195 metara ()
Pleme se dijeli na Gluhi Do u užem smislu i  'selo'  Bukovik, a njihova bratstva su: 1) Vuletići koji se granaju na "grane": "Bošković", "Đurašić", "Rajičević", "Knežević", Vuksanovići i pribraćeni "Spičanović"); 2) Ivčevići čiji su "zagranci": Vukčevići, Parađini, Marotići, Mišljeni, Mihaljevići, Đuranovići, Jankovići, Mahmutovići i "Ostović";  3) Kumpresi koji imaju "grane": "Vojvodić", "Buhić" i "Vučićević"; 4) Masloničići s "granama": "Šarčević", "Savić", "Jovetić", "Đuković", "Vujović" i "Šćepčević"; 5) Gvozdenovići i "grane": "Gvozdenović", "Stanišić", "Pavlićević", "Kiković", "Petranović" i "Radović";  6) Jovovići i "zagranci": "Jovović", Gradinjani, Pavlovići, "Antović", "Glavičić", "Nikčević" i "Šajinović"; i 7) Brankovići-Čarapići i njihovi  "zagranci": "Đurišić" i "Branković".
Ostala su bratstva zasebnog porijekla, viz.: Dobrilovići - Šušteri od "zagranaka": Šušteri i Ćetkovići s Drešićima (koji su se  "pribratili"; Kovačevići ; "Ćeklić"; "Zec"; i Nikolići.
U selu Bokovik ralikuju se "krajevi" ili "mahale seocke", svaka s jednim glavnim bratstvom, tu su bratstva: Bokani, Lekići, Kaletići i Rajkovići koji vode porijeklo od 4 brata
i Đurići (2 kuće; od Jovovića iz Gluhog Dola).Gluhodoljani se sastoje ukupno od 335 obitelji, kojima treba pridodati i 30 pobratimljenih.

## Vanjske poveznice
- Gluhi Do